# عود الريح (فلم)
عود الريح فيم مغربي من نوع  فيلم طريق ما يُسمى بـ «Road Movie» ، إنتاج سنة 2001، من إخراج داوود اولاد السيد، ومن بطولة:  محمد مجد، فوزي بنسعيدي، السعدية ازكون ، محمد الشوبي.  ومدة الفيلم 86 دقيقة.

## قصة الفيلم
انه فيلم طريق  مع شخصيتين أساسيتين. هناك العجوز طاهر (محمد مجد) والشاب إدريس (فوزي بنسعيدي). لا يعرفان بعضهما البعض لكنهما يلتقيان في حافلة عامة تشق طريقها وسط الطرق القروية البعيدة عن العاصمة. طاهر، كما نتعرّف عليه في البداية، يعيش مع ابنه وزوجة ابنه ويقرر مغادرة بيتهما صبيحة أحد الأيام اذ لم يعد قادرا على تحمّل شعوره بأنه غير مرغوب. يترك قرية «صالة» الصغيرة قاصدا قرية أزمور حيث دفنت زوجته قبل سنوات بعيدة. إدريس يترك علاجه في المستشفى ويقصد نواحي العاصمة بعدما سمع أن أمه تموت وهي تريد رؤية اولادها قبل وفاتها. الحافلة تتعطل. يخرج منها ادريس ويقف على قارعة الطريق. طاهر يخرج منها ويبدأ المشي. يقنعه الشاب بأن الطريق طويل ومن الأفضل أن يقوما بها معا. هذه بداية صداقة وطيدة.

## جوائز
- 2001: جائزة لجنة التحكيم الشابة في مهرجان القارات الثلاث 2001(بالفرنسية)

## وصلات خارجية
- مقالات تستعمل روابط فنية بلا صلة مع ويكي بيانات

- (جريدة الشرق الأوسط): «عود الريح».. الفيلم المغربي يدعو للتأمل في حياة أبطاله
- (جريدة الحياة): «عود الريح» حصد جوائز